# Hôpital d'instruction des armées Desgenettes
L'hôpital d'instruction des armées Desgenettes (HIAD) est un hôpital militaire de l'armée française ouvert à tous, civils et militaires. Situé sur le boulevard Pinel, dans le 3e arrondissement de Lyon, il dessert une partie du Sud-Est de la France, dans le domaine de la médecine militaire.

## Historique

### Ancien hôpital de 1832
L'hôpital militaire est construit en 1832 d'après les plans de Jean Dupoux sur le quai de la Charité (actuellement quai du Docteur-Gailleton) à proximité de l'hôpital de la Charité. En 1859, une annexe de l'hôpital est ouvert sur les pentes de la Croix-Rousse (hôpital militaire Villemanzy, fermé définitivement en 1945).
En 1886, le général Georges Boulanger, ministre de la Guerre, décide de renommer les hôpitaux militaires selon de grands personnages de l'histoire militaire française. L’hôpital des quais du Rhône, également connu sous le nom d'hôpital de la Nouvelle-Douane, est alors rebaptisé en l'honneur de René-Nicolas Dufriche Desgenettes.

### Nouvel hôpital depuis 1946
Trop exigu, l’hôpital Desgenettes est déplacé en 1946 dans le quartier médical de Grange Blanche, où sont aussi présents l'hôpital Édouard-Herriot, la faculté de médecine de Lyon, l'IFSI Rockefeller donnant une formation d'infirmier, et le centre hospitalier Le Vinatier. L'ancien hôpital est détruit et, à son emplacement, est construit un hôtel.

### Le plan SSA 2000 et le déclin
À partir du plan Armées 2000 et de sa déclinaison SSA 2000, l'hôpital Desgenettes se voit attribuer seulement un rôle de « deuxième rang » en dehors du « pôle d'excellence » constitué de la plateforme hospitalière francilienne et des deux hôpitaux de Marseille et Toulon. En 2021, lors de la pandémie de Covid-19, il ne figure même pas parmi les établissements militaires appelés à ouvrir un centre de vaccination.
Un partenariat entre l’HIA Desgenettes et les Hospices civils de Lyon (HCL) devant permettre d'assurer une complémentarité et de contribuer à la prise en compte du soutien à la défense se met en place sous l'impulsion du médecin général Isabelle Ausset à partir de 2014.
Il prévoit :
- Le maintien du service des urgences et de la médecine post-urgences ouverte en novembre 2016
- L'accès pour tout patient au plateau technique d'imagerie (IRM, Scanner, Radiologie, Échographie)
- Le maintien de la médecine polyvalente
- Le maintien des consultations multi-disciplinaires qui seront rénovées et modernisées courant 2019.
- Le maintien des services de psychiatrie et de rééducation qui constitueront un centre de réhabilitation du blessé et du psycho-traumatisé.
- Le maintien des consultations de chirurgie sur le site de Desgenettes
- La chirurgie sur l’hôpital Edouard Herriot (HCL)

Un projet 2022 envisage l’arrivée des lits de MPR de l’hôpital Henry-Gabrielle (HCL) sur le site de Desgenettes et une synergie civilo-militaire pour l’enseignement et la recherche. 
Cependant, le service de réanimation a été fermé en 2018 et la « synergie » avec les Hospices civils de Lyon a été fortement déséquilibrée au profit des HCL,. De fait, le nombre de lits a été réduit, l'établissement est fermé le weekend et la transformation de l'hôpital en simple antenne médicale, voire sa fermeture, est évoquée au début de 2022,.
L'hôpital est transformé en hôpital spécialisé des armées au 1er janvier 2024.